# Off (joc video)
Off  (stilizat ca OFF ) este un joc video de rol în limba franceză lansat în 2008 de echipa belgiană Unproductive Fun Time, formată din Martin Georis ("Mortis Ghost") și Alias Conrad Coldwood.   A strâns o mulțime de urmăritori datorită poveștii, personajelor și atmosferei , în special după publicarea traducerei în engleză realizată de fani în 2011. Povestea jocului este despre o entitate umanoidă enigmatică cunoscută sub numele de Batter (numele jucătorului ofensiv dintr-o partidă de baseball), controlată de jucător, care este descrisă ca fiind într-o „misiune sacră” de a „purifica lumea”. Batter călătorește prin patru zone bizare din lume, dezvăluind jucătorului mai multe despre lume pe măsură ce jocul continuă.

## Desfășurarea jocului
Desfășurarea jocului Off este similară cu cea a RPG-urilor clasice. Batter avansează prin creșterea nivelului, obținerea de noi membri (extensii) și îmbunătățirea statisticilor sale, cum ar fi atacul și apărarea, precum și dobândind abilități speciale numite „competențe” (competences). Spre deosebire de jocurile similare care funcționează într-un sistem bazat pe rând (turn-based combat), OFF se folosește de un sistem în care un personaj este capabil să atace odată ce a trecut un timp de răcire, ceea ce înseamnă că inamicii și jucătorii pot să se atace între ei în același timp. Acest sistem servește la încurajarea jucătorilor să ia decizii rapide în luptă. Jucătorul poate permite ca lupta să aibă loc automat, selectând opțiunea „Auto” în timpul luptei, ceea ce va face ca Batter și suplimentele sale să acționeze fără intervenția jucătorului. Sistemul de luptă are, de asemenea, un sistem de elemente neortodox, în care mai degrabă decât elemente „clasice” întâlnite adesea în jocurile de rol, cum ar fi focul sau gheața, Off folosește elemente bizare considerate mai frecvent materiale: fum, metal, plastic, carne și zahăr .
Există patru zone numerotate, etichetate 0–3, împreună cu o a cincea zonă, The Room, în care are loc actul final al jocului. Zonele sunt accesibile numai odată ce jucătorul obține „Cărțile Zodiac” asociate, care sunt achiziționate de la Gardianul (șeful) zonei anterioare după moartea acestuia, iar jucătorul traversează între ele printr-o hartă numită „neant”.
O caracteristică notabilă a jocului Off este numărul neobișnuit de puzzle-uri, care includ găsirea unei parole cu mai multe cifre și introducerea acesteia într-o tastatură gigantică, localizarea paginilor de carte lipsă sau puzzle-urile „în încăpere care se repetă” în care jucătorii trec prin mai multe cazuri ale aceleiași încăperi în ordinea potrivită pentru a scăpa.

## Complot
Jucătorul (care este menționat în mod direct) preia controlul asupra lui Batter, un bărbat în uniformă de baseball cu o „misiune sacră” de a „purifica lumea”. După ce a primit îndrumare de la o pisică vorbitoare numită Judecător, Batter începe să-și croiască drum prin patru Zone, ucigând creaturi răuvoitoare asemeni fantomelor numite „spectre” și Gardianul fiecărei Zone pentru a „purifica” Zona. După purificarea fiecărei Zone, sunt afișate scene ale unui băiat bolnav pe nume Hugo, care implică o formă de conexiune cu Zona respectivă. Pe drum, Batter se întâlnește cu Zacharie, un comerciant care vinde articole lui Batter și lasă indicii criptice.
Pe măsură ce Batter progresează în căutarea sa, în cele din urmă se dezvăluie că Zonele sunt legate de forța vitală a Gardienilor și că uciderea Gardienilor va anihila toată viața din Zone; acest rezultat este adevăratul obiectiv al lui Batter.
Prima Zonă, Zona 1, este o serie de orașe conduse de o creatură umanoidă nepoliticosă și înjositoare pe nume Dedan. A doua, Zona 2, este un oraș supravegheat de phoenixul Japhet, care, disperat să atragă atenția locuitorilor din Elsen, a stăpânit trupul fratelui Judecătorului, Valerie. A treia și ultima zonă, Zona 3, este o fabrică de zahăr uriașă, condusă de un om foarte obez pe nume Enoch.
Batter ajunge în cele din urmă într-o zonă numită Camera (The Room). După o serie de flashback-uri care dezvăluie câteva detalii despre Gardieni și natura Zonei, Batter se confruntă cu Regina, conducătoarea tuturor Zonelor. Ea îl mustră pentru distrugerea pe care a provocat-o și îl atacă, dar este învinsă.
După ce a ucis-o pe Regină, Batter îl găsește și îl ucide pe Hugo, copilul care l-a adus pe el și pe Regina în existență și comite pruncucidere făcând asta. Batter dă apoi peste un comutator care îi va permite să-și termine misiunea, dar este confruntat de Judecător. Judecătorul îi mustră atât pe batter, cât și pe jucător pentru că l-au înșelat și au distrus zonele și îi cere jucătorului să-l ajute să învingă pe Batter.
În Finalul Oficial, jucătorul se alătură lui Batter și îl ucide pe Judecător, permițându-i lui Batter să declanșeze comutatorul. Procedând astfel, se afișează „Comutatorul este acum pe OFF”, în timp ce lumea devine neagră.
În finalul special, jucătorul se alătură Judecătorului și îl învinge pe Batter pentru a-i opri cruciada. Judecătorul remarcă că „Nimic nu mai rămâne acum, în afară de regretele noastre”, dar preferă acest rezultat decât ca Batter să-și încheie misiunea. În timpul creditelor pentru finalul special, Judecătorul este văzut mergând singur prin Zonele purificate.
Un al treilea sfârșit secret poate fi accesat dacă jucătorul colectează cartea Berbec (Aries-Card) și joacă prin oricare dintre finalurile normale. Acest final glumeț se învârte în jurul așa-numitelor „maimuțe spațiale” într-un război împotriva extratereștrilor asemănătoare creierului. Maimuțele Spațiale își descriu planul de a construi fabrici în lumea acum fără de viață a Off pentru a produce roboți capabili să omoare extratereștrii.

## Dezvoltare
Georis listează Killer7, Final Fantasy și Myst drept inspirații pentru Off . 

## Recepție
Off a fost lăudat pentru povestea, personajele și atmosfera sa.  Heidi Kemps de la PC Gamer l-a descris ca fiind „un RPG memorabil și bântuitor, plin de puzzle-uri complicate, simbolism bizar și elemente tematice provocatoare”.  Adam Smith de la Rock, Paper, Shotgun l-a comparat cu Space Funeral . 
O bază mare de fani pentru jocul dezvoltat pe Tumblr ; Off a devenit al șaselea joc cu cele mai multe reblogging din 2013, , primele cinci fiind jocuri AAA .  Off a fost comparat cu seria Mother, deși Georis a declarat că asemănarea este întâmplătoare. 
În 2014, a fost lansat un joc realizat de fani⁠(d), Home . 